# Киевское наступление (2022)
«Ки́евское наступле́ние» — крупномасштабный театр военных действий во время российского вторжения в Украину в 2022 году для контроля над столицей Украины Киевом и прилегающей областью. Утром 24 февраля в область с территории Белоруссии вошли российские Вооружённые силы, которые вступили в бой с Вооружёнными силами Украины. В области базируется военное командование и политическое правительство Украины. Киев планировалось захватить за три дня. В конце марта, не достигнув целей по захвату Киева, российская армия отступила с территории Киевской области, заявив о "плановом выведении войск" и последующей переброской их на Донецкое направление.

## Список сражений и осад театра
- Бои за аэропорт «Антонов»
- Бои за Бучу
- Бои за Чернигов (2022)
- Бои за Чернобыль (2022)
- Бои за Иванков
- Битва за Киев (2022)
- Бои за Васильков
- Бои за Ирпень
- Бои за Бровары

## Ход событий

### 24 февраля
Утром 24 февраля российская артиллерия и ракеты поразили основные цели в Киевской области, включая главный аэропорт Киева — международный аэропорт Борисполь. Тем же утром российские войска успешно пересекли границу с Украиной из Белоруссии на север страны. В битве за Чернобыль они заняли Чернобыльскую АЭС, расположенную недалеко от границы.
В тот же день ранним утром десантники высадились в аэропорту Гостомель, затем сразу же начали битву за аэропорт Антонов. По словам некоторых украинских официальных лиц, позже российские десантники были отбиты украинскими войсками.
Российские войска также пытались высадиться в районе Киевского водохранилища. Сообщается, что в ходе столкновений был уничтожен Ан-225 «Мрия», самый большой самолет в мире, хотя его официальный статус до конца не известен. По словам британских официальных лиц, 24 февраля российские войска попытались занять город Чернигов.
После того, как украинские силы сдерживали их, российские войска осадили город, а некоторые российские механизированные силы вообще обошли город. Ночью 24 февраля президент Украины Владимир Зеленский сказал, что к Киеву приближаются «диверсионные группы». Той ночью министр обороны США Ллойд Остин заявил в беседе с конгрессменами, что некоторые российские мотострелковые подразделения продвинулись на расстояние 20 миль (32 км) от Киева.

### 25 февраля
Утром 25 февраля Военно-воздушные силы России продолжили бомбардировку столицы, при этом бомбя центр Киева. Чуть позже над Киевом был сбит украинский истребитель Су-27; самолет врезался в девятиэтажный жилой комплекс, в результате чего здание загорелось.
В 06:47 (GMT+2), подразделение украинской армии взорвало мост через реку Тетерев под Иванковом, остановив наступающую из Чернобыля колонну российских танков.
Генштаб ВСУ позже сообщил, что украинские десантники вступили в бой с русскими под Иванковом и Дымером. Утром, в середине того же дня, российские диверсанты, переодетые украинскими солдатами, вошли в Оболонский район.
Район расположен примерно за 10 км от Верховной Рады. В течение дня во время битвы за Киев в нескольких районах города была слышна стрельба; Украинские официальные лица заявили, что стрельба возникла в результате столкновений с российскими войсками.
Отдельным российским солдатам удалось прорвать украинскую оборону под Иванковом, но этот бой продолжался в течение всего дня. По данным Министерства обороны России, эти российские силы смогли продвинуться и занять аэропорт Гостомель после наземного штурма, создав ключевую зону высадки для российских войск всего в 10 километров (6,2 мили) из Киева.

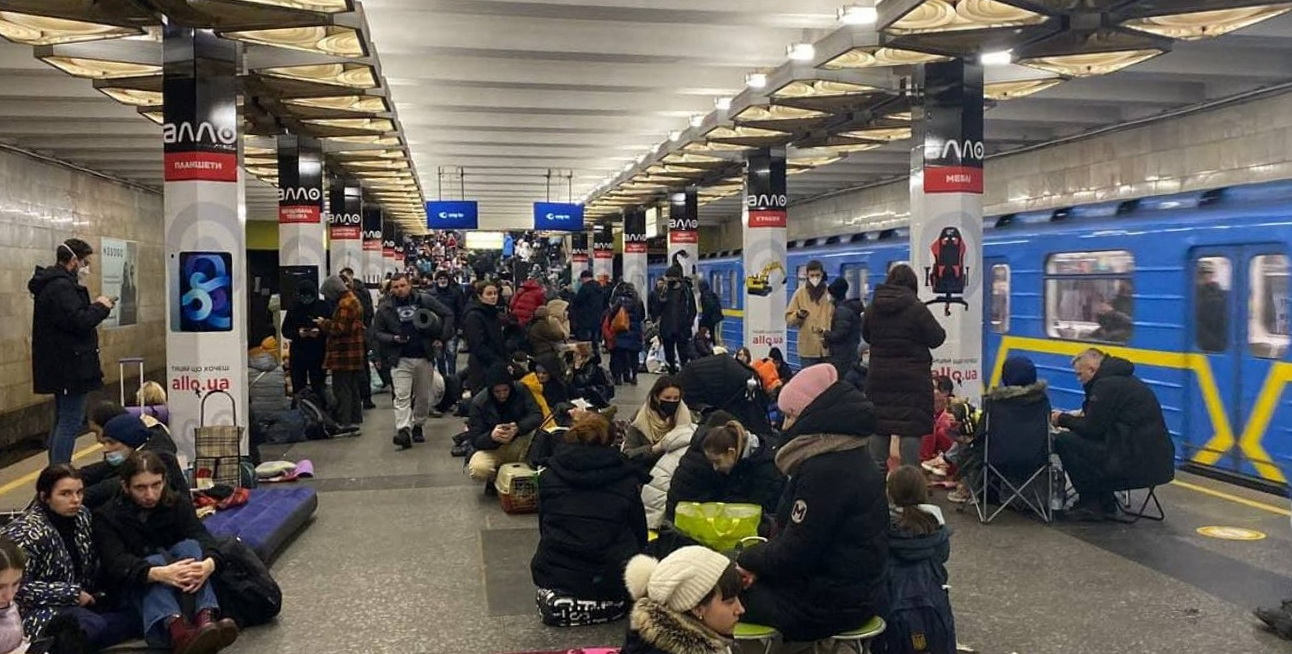
Станция Киевского метро, превращённая в укрытие

Зеленский призвал граждан отбиваться коктейлями Молотова. Для защиты столицы были задействованы резервные Силы территориальной обороны. Желающим воевать киевлянам также раздали 18 тысяч ружей.

### 26 февраля
Ранним утром 26 февраля российские десантники начали высадку в городе Васильков, к югу от Киева, чтобы занять очередную точку. В последовавшей битве за контроль над городом, начались тяжелые бои. Официальные лица Украины утверждают, что в 01:30 по местному времени украинский истребитель Су-27 сбил над Васильковом российский самолёт Ил-76 с десантниками.
Позже два американских чиновника заявили, что над близлежащим городом Белая Церковь был сбит второй российский Ил-76. Несмотря на действия украинской ПВО, части российских десантников смогли высадиться южнее Киева в районе Василькова и вошли в боевое соприкосновение с отрядами ополчения. В 7:30 украинские официальные лица сообщили, что защитники при поддержке авиации успешно отбили десантников.
Россия начала формальный штурм Киева ранним утром, обстреливая город из артиллерии и пытаясь занять электростанцию и военную базу в городе. Украинские силы смогли защитить обе цели. Мэр Василькова Наталья Баласинович заявила, что ее город успешно обороняли украинские силы, и боевые действия заканчиваются.
Киевская ГЭС, расположенная к северу, вблизи с городом в пригороде Вышгорода, была занята российскими войсками. 26 февраля украинские силы отбили электростанцию. По данным госпредприятия «Укрводшлях», украинские ПВО сбили ракету, летевшую в сторону плотины водохранилища. В случае прорыва плотины наводнение привело бы к катастрофе, включающей разрушение большой части Киева и, возможно, аварию на Запорожской АЭС.

### 27 февраля
Ранним утром 27 февраля российская ракета попала в нефтебазу в Василькове, в результате чего объект загорелся. Авиаударам подвергся и полигон захоронения радиоактивных отходов под Киевом, но само хранилище избежало удара. Параллельно поступали сообщения о боях в Калиновке, однако, неясно, относится ли это к пригороду Киева или к пригороду Василькова, поскольку оба имеют одно и то же название.
Позже украинская армия заявила, что уничтожила колонну кадыровцев из 56 танков в Гостомеле, включая их командира Магомеда Тушаева. Однако лидер Чечни Рамзан Кадыров заявил, что Тушаев жив, и опубликовал видео, на котором он запечатлен вместе с Анзором Бисаевым, другим чеченским командиром.
Ранним утром 27 февраля авиация России нанесла удар по многоквартирному дому в небольшом городе Буча, расположенном к югу от Гостомеля. Сообщалось, также о боях в Буче, и украинские силы разрушили мост в городе, чтобы замедлить продвижение российских войск. Мэр соседнего города Ирпень Александр Маркушин позже утверждал, что украинские силы нанесли поражение российским силам, атакующим город, предварительно разрушив мост между ним и Бучей и заняв их. Позже в социальных сетях появились видеоролики, на которых видно разрушенную бронетехнику и нескольких убитых солдат.
Позже в этот же день на спутниковых снимках была замечена крупная российская колонна, направлявшаяся в сторону Иванкова. Российские войска, обошедшие Чернигов 24 февраля, начали приближаться к Киеву с северо-востока.
Мэр Киева Виталий Кличко заявил «Ассошиэйтед Пресс», что Киев полностью окружен, что делает невозможной эвакуацию граждан. Однако позже он отказался от своих комментариев, в его офисе заявили, что он говорил образно. По данным The Guardian, дороги, ведущие из Киева с юга, были свободны от российских войск.

### 28 февраля
Чиновник из Украины заявил, что ранним утром 28 февраля колонна российской военной техники была уничтожена в посёлке Макаров, расположенном к западу от Киева. 28 февраля во время боев в Иванкове был разрушен Иванковский историко-краеведческий музей с коллекцией работ украинской художницы Марии Примаченко.
В ночь на 28 февраля российские войска выпустили ракету 9К720 «Искандер» по узлу военной связи на восточной окраине Броваров, в результате чего один человек погиб и пятеро получили ранения, по словам мэра Броваров Игоря Сапожко.

### 1 марта
1 марта ракеты российской армии попали в Киевскую телебашню, прервав телевизионное вещание в городе и убив пять человек. Российские силы также обстреляли микрорайоны Русановка и Куреневка, а также пригороды Боярка и Вишневое. Тяжёлые бои шли и в Бородянке.

### 2 марта
Сообщалось, что 2 марта Ирпень сильно пострадал от попадания российской ракеты. Главнокомандующий ВСУ Валерий Залужный позже заявил, что украинские войска отбили Макаров.

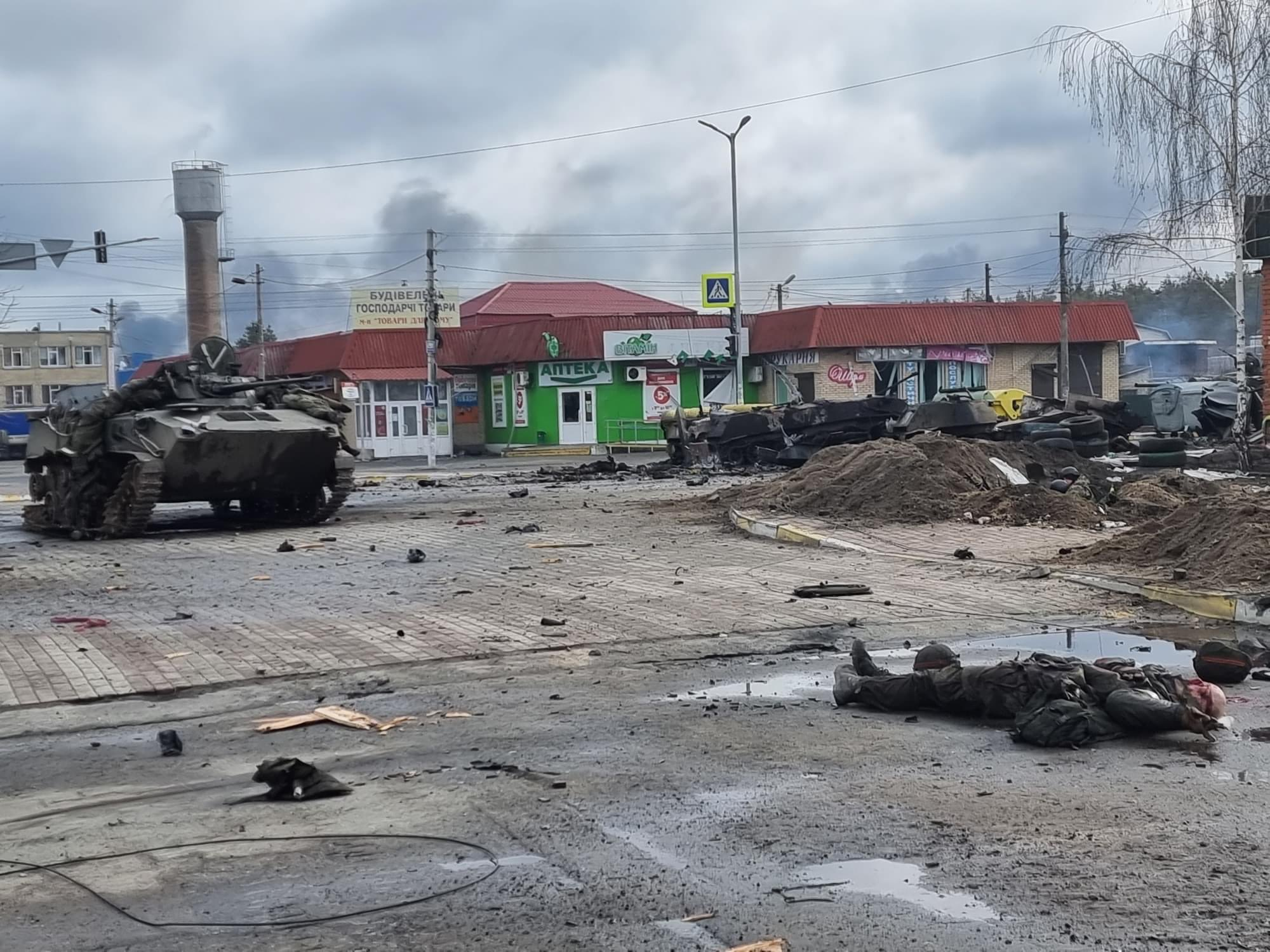
Последствия боя в Гостомеле, 4 марта

### 4 марта
Украинские силы контратаковали Гостомель, заявив, что отбили город после убийства 50 военнослужащих 31-й отдельной гвардейской десантно-штурмовой бригады. По данным Киевской областной прокуратуры, двое мирных жителей погибли и четверо получили ранения в результате обстрела автомобиля российскими войсками в селе Ворзель Бучанского района.
По данным местной полиции, в селе Мархалевка шесть мирных жителей погибли в результате авиаудара российской авиации. Говорилось, что бронированная российская колонна подошла к Броварам, при этом Институт изучения войны заявил, что они, вероятно, прибыли по шоссе, соединяющему Сумы и Киев через Ромны и Прилуки, а также по шоссе, соединяющему Кролевец с Киевом через Батурин и Бобрик. Он также добавил, что украинские силы могли не сопротивляться их наступлению, поскольку местность равнинная и малонаселенная, и некоторые российские силы также могли добраться туда, минуя Чернигов.

### 6 марта
Алексей Арестович, советник Офиса президента Украины, заявил, что российские войска 5 марта заняли Бучу и Гостомель, но не разрешают эвакуацию мирных жителей, несмотря на ранения многих детей. В Ирпене российские войска обстреляли блокпост эвакуации.
По словам мэра города Александра Маркушина, погибли восемь мирных жителей. Между тем МВД Украины заявило, что пять человек погибли в результате обстрела российскими войсками украинского блокпоста в селе Ясногородка. По данным МИД Украины, в результате обстрела также был ранен мэр Бучи Анатолий Федорук.

### 7 марта
7 марта Гостомельский горсовет заявил, что мэр города Юрий Прилипко был убит российскими войсками, открывшими по нему огонь, когда он раздавал продукты и лекарства мирным жителям. По данным местных экстренных служб, в Макарове не менее 13 мирных жителей погибли в результате авиаудара российской авиации по пекарне.

### 22 марта
22 марта 2022 года руководитель Киевской областной военной администрации Александр Павлюк заявил, что посёлок Гостомель и город Буча находятся под контролем российской армии.

### 23 марта
23 марта Бучанская ОГА заявила об оперативном окружении российской группировки в районе Бучи, Гостомеле и Ирпене. Позже 24 марта Алексей Арестович советник офиса президента Украины, заявил, что окружения нет, есть только полуокружение, охватившее 2,5 бригады. По его словам, на сегодня в Киевской области находятся около 12 тысяч военных российской армии

### 27 марта
Министерство обороны РФ заявило, что 27 марта уничтожило украинский ракетный склад в Плесецком (к юго-западу от Киева)
28 марта
Мэр Ирпеня сообщил об освобождении города украинской армией, однако возвращаться еще небезопасно из-за активных боевых действий и обстрелов города российской армией.

### 29 марта
Мединский заявил о сокращении российской военной активности на Киевском и Черниговском направлении.
1 апреля
Освобождены Бородянка, Буча и Броварской район, однако возвращаться местным жителям не рекомендуют из-за большого количества российских мин.